# Тёле
Тёле́ (фр. Theuley) — коммуна во Франции, находится в регионе Франш-Конте. Департамент — Верхняя Сона. Входит в состав кантона Дампьер-сюр-Салон. Округ коммуны — Везуль.
Код INSEE коммуны — 70499.

## География
Коммуна расположена приблизительно в 290 км к юго-востоку от Парижа, в 50 км севернее Безансона, в 27 км к западу от Везуля.
Вдоль западной границы коммуны протекает река Гуржона, правый приток Соны.

## Население
Население коммуны на 2010 год составляло 109 человек.
| 1962 | 1968 | 1975 | 1982 | 1990 | 1999 | 2010 |
| ---- | ---- | ---- | ---- | ---- | ---- | ---- |
| 126  | 127  | 117  | 95   | 88   | 60   | 109  |

## Администрация
| Период | Период | Фамилия      | Партия       | Примечания |
| ------ | ------ | ------------ | ------------ | ---------- |
| 1971   | 2001   | Шарль Ларшер | беспартийный |            |
| 2001   | 2014   | Пьер Фуассот |              |            |

## Экономика
В 2010 году среди 65 человек трудоспособного возраста (15—64 лет) 48 были экономически активными, 17 — неактивными (показатель активности — 73,8 %, в 1999 году было 57,1 %). Из 48 активных жителей работали 45 человек (24 мужчины и 21 женщина), безработных было 3 (2 мужчин и 1 женщина). Среди 17 неактивных 1 человек был учеником или студентом, 10 — пенсионерами, 6 были неактивными по другим причинам.